# Бет (буква финикийского алфавита)
Бет — вторая буква финикийского алфавита.

## Произношение
В финикийском языке буква бет (𐤁) обозначала звук ⧼b⧽ — как «б» в слове брод.

## Происхождение
Как и в случае со всеми буквами финикийского алфавита, согласно наиболее распространённых версий символ производен от египетского иероглифа. Предполагается, что первоначально пиктограмма, от которой произошёл символ, обозначала дом на финикийском языке. Отсюда и название буквы.

## Потомки в поздних алфавитах
- греческий: Β, β (бета)
  - кириллица: Б, б (бэ) для ⧼b⧽ и В, в (вэ) для ⧼v⧽
  - латиница: B, b (бэ)
- арамейский: 𐡁
  - сирийский: ܒ
    - арабский: ب (ба)

  - еврейский: ב (бет)
  - пахлави:
    - письменный пахлави: 𐭡
    - письменный парфянский: 𐭁